# Ресми Ресмиев
Ресми Ресмиев е български олимпиец, участвал на зимните олимпийски игри в Сапоро през 1972 г.

## Биография
Роден е на 19 юни 1947 г. в София. Участва в три алпийски дисциплини – спускане, гигантски слалом и слалом на зимните олимпийски игри, провели се в Сапоро през 1972 година. 
Резултати от Сапоро 1972
спускане – 45-и от 55 участници
гигантски слалом – 37-и от 73 участници
слалом – 29-и от 72 участници
През 1974 г. Ресмиев печели първата си ски-купа – „Чепеларе“ – в едноименния град. Титлата е в дисциплината „спускане“.  През 1980 г. като инженер ръководи екип за построяването на въжена линия „Боровец – Ястребец“. 
През 2003 г. Ресимев е изпълнителен директор на Пампорово АД  – пост, който заема до февруари 2004 г.  През 2004 г. е шампион на България за ветерани в гигантския слалом с отбора на Рилски скиор.  Продължава да участва в първенства за ветерани и към 2015 г. 
През 2009 г. Ресмиев е ръководител на проект за спортен център Чепеларе.  Освен това е собственик на ресторант в Самоков. 